# Colle di Guglielmo
Il Colle di Guglielmo è un rilievo dell'isola d'Elba.

## Descrizione
Situato nell'estrema parte occidentale dell'isola, vicino al paese di Chiessi, raggiunge un'altezza di 162 metri sul livello del mare.
Il toponimo è attestato dal XIX secolo e nel Catasto leopoldino del 1840 risulta nella forma Collo di Gulielmo; la vetta si erge a breve distanza dal Fosso del Tofonchino e dalle formazioni rocciose delle Cotete.